# La carta
La carta è un film del 1930 diretto da Adelqui Migliar

## Soggetto
Il soggetto è tratto dal racconto La lettera di William Somerset Maugham (1926). Nel 1927 lo stesso Maugham aveva tratto un dramma teatrale (La lettera).

## Produzione
La carta è uno  dei quattro film girati a New York 
pressoché contemporaneamente nel 1930-31 negli studi della Paramount a Joinville-le-Pont (Francia) tratti dai lavori di William Somerset Maugham. Gli altri tre sono :
- La donna bianca, film in lingua italiana diretto da Jack Salvatori
- Weib im Dschungel, film in lingua tedesca diretto da Dimitri Buchowetzki
- La lettre, film in lingua francese diretto da Louis Mercanton